# Верясы
Верясы — деревня в составе  Русско-Тювеевского сельского поселения Темниковского района Республики Мордовия.

## География
Находится на расстоянии примерно 4 километра на восток от районного центра города Темников.

## История
Известна с 1614 года. В 1866 году была учтена как владельческая и казенная деревня Темниковского уезда из 18 дворов.

## Население
Постоянное население составляло 16 человек (татары 69%) в 2002 году, 2 в 2010 году .